# Gabriel Mbairobe
Gabriel Mbairobe, né le 3 février 1958 à Garoua est ingénieur et homme politique camerounais. Il est ministre de l’Agriculture et du Développement rural depuis 2019.

## Biographie

### Enfance et formation
Gabriel Mbairobe est né le 3 Février 1958 à Garoua dans la région du Nord Cameroun. Il est marié et père d’un garçon et trois filles.
Il fait ses études supérieures à l’École nationale supérieure polytechnique de Yaoundé où il obtient son diplôme d’ingénieur en électromécanique. Il est spécialiste en montage des usines égraineuses.
Il est président du club de football Coton Sport de Garoua de 2003 à 2017,.

## Carrière
Il est recruté à la Société de Développement du Coton du Cameroun (Sodecoton) le 9 janvier 1984. Il a occupé, tour à tour les fonctions d’adjoint d’usine, chef d’usine égrainage de Mayo-Ngalké, Guider, Maroua, Garoua, chef d’huilerie de Garoua, chef de division des huileries de 2014 à mai 2018. Il a été directeur des industries. Spécialiste en montage des usines égraineuses, il est considéré comme étant celui qui a accompagné la plupart des projets d’installation des nouvelles usines dans cette société d’Etat.
Parallèlement à ses activités professionnelles, Gabriel Mbairobe s’est lancé en politique très jeune. Il a été Président du comité de base de Roumde Adjia dans les années 1990. Il est élu conseiller municipal à la commune de Garoua 1er en 2013 puis président de sous-section de Roumde Adjia-Reyre Petit Paris. Il est également chef de 3e degré au quartier Lakaré à Yelwa.
Le 4 janvier 2019, il est nommé par décret du président Paul Biya, ministre de l’Agriculture et du Développement rural dans le gouvernement de Joseph Dion Ngute,.